# Club Deportivo 11 Municipal
El Once Municipal es un equipo de fútbol de El Salvador que juega en la Tercera División de El Salvador.

## Historia
Fue fundado el 20 de agosto de 1945 en el departamento de Ahuachapán luego de que varios jugadores de equipos locales se reunieran con Salvador Marinero, originario del departamento de San Vicente, con el fin de crear a un equipo que representara a la región en la Segunda División de El Salvador.
Marinero aportó al equipo su capital financiero y sus conocimientos de logística en cooperación con Alfonso Salaverría, el entonces alcalde de Ahuachapán, aunque sus partidos de local decidieron jugarlos en la ciudad de Llano del Espino. Su primer partido fue una victoria por 3-1 ante el Ferrocarril La Libertad.
En su primera temporada terminó de subcampeón de la segunda división en la temporada de 1947/48 el ascenso a primera división, por lo que invirtieron en refuerzos para la siguiente temporada, logrando el campeonato de la Primera División de El Salvador. Luego de obtener el título los jugadores demandaron más dinero, algo que el club no podía pagar y por ello se fueron a otros equipos, principalmente al Atlético Marte, y para la temporada 1950/51 el club fue descendido a la cuarta división por el no pago de salarios atrasados a los jugadores.
En 1955 el club regresa a la Primera División de El Salvador, pero los problemas financieros obligaron a vender su campo en la primera categoría al Alianza FC. Poco tiempo después retornaría a la Primera División de El Salvador, pero en la temporada 1970 hubo problemas entre jugadores y cuerpo técnico que provocaron la salida de varios jugadores y provocaron un nuevo descenso.
En los años 1970, los dirigentes del club deciden mudar la sede a la Cancha El Zapotón donada por Arturo Simeón Magaña que posteriormente pasaría a ser el Estadio Simeón Magaña, lo que convirtieron al Club Deportivo 11 Municipal en la fuerza dominante de la década, logrando ser líderes de la clasificación general en 1977-78, pero en la década de los años 1980 fueron en picada donde estuvieron por 15 años en la Segunda División de El Salvador que incluso los llevó a jugar en la Tercera División de El Salvador en 1993. Desde ese entonces tomó la presidencia Ricardo Espinoza donde con un par de ahuachapanecos tomaron las riendas del equipo para subir de categoría de poco a poco hasta llegar a segunda división quedando campeón en la zona occidental equipo que era poco apoyado por los ahuachapanecos donde las taquillas no eran autosostenible para mantener un equipo llegando a un punto que Don Ricardo Espinoza fue técnico del equipo clasificándolo a fases finales donde fue descalificado por el campeón en ese entonces fue A.D Isidro Metapan.
En los años 2000 el club nombra como presidente a Adalid Magaña, quien los salva de los problemas financieros que dieron estabilidad económica, y para la temporada 2003/04 logran llegar a la fase final por el ascenso a la Primera División de El Salvador a pesar de no ser considerados a ascender, al punto de que la prensa local denominó al club como Mata Gigantes, alcanzando la final de la segunda división contra el CD Once Lobos, equipo favorito al ascenso, logrando una victoria por 3-0 con goles del colombiano Víctor Jaramillo.
En 2006 es campeón de la Copa Presidente venciendo 1-0 al CD Águila, misma temporada en la que consiguen su segundo título nacional contra todos los pronósticos venciendo en la final 3-1 al CD FAS con un autogol de Nelson Nerio.
Posteriormente inició un proceso de declive por malos manejos administrativos, así como mala gestión en nombrar jugadores y entrenadores que los llevaron al descenso en el Clausura 2008.
El 17 de enero de 2018 el club pierde la licencia de competición debido a deudas mientras jugaba en la Segunda División de El Salvador y desaparece. Ahora en 2019, se reveló que habían vuelto a la Primera División de El Salvador bajo el nombre de Once Deportivo Fútbol Club.

## Palmarés
Torneos nacionales (3)
| Competición nacional   | Títulos                                | Subcampeonatos                             |
| ---------------------- | -------------------------------------- | ------------------------------------------ |
| Primera División (2/5) | 1948-49, Apertura 2006                 | 1946, 1957-58, 1976-77, 1977-78 y Ap. 2011 |
| Copa Presidente (1)    | 2006                                   |                                            |
|                        |                                        |                                            |
| Segunda División (4/2) | 1959-60, 1971-72, Cl. 2004 y Ap. 2009. | 1956-57 y 1962-63.                         |

## Estadio
- 1946–73: Cancha Llano del Espino
- 1974–2018: Estadio Simeón Magaña

## Presidentes
- Alfonso Salaverria (1946–1959)
- Antonio Salaverria (1970–1979)
- Ricardo Espinoza (1979–1999)
- Adalid Magaña (1999–2009)
- Andrés Rodríguez Celis (2009–2012)
- Oswaldo Magaña (2012–)
- Carlos Calderón (2016)
- Omar Maldonado (2016–2018)
- Eliseo Juarez (2025)

## Entrenadores
| - Armando Chanco (1949–50) - Armando Chanco (1949–50) - Salvador Alfonso Cabeza (1970) - Carlos Javier Mascaro (1975) - Jorge Roldán (1976–78) - Conrado Miranda (1986–1987) - Cristo Arnoldo Velásquez Farfán (1991–1992) - Carlos Recinos (1993–1995) - Oscar Emigdio Benítez (1998–99) - Jorge Tupinambá (2001–02) - Marco Pineda (2002–03) - Oscar Emigdio Benítez (2004) - Henry Rojas (2004) - Miguel Ángel Mansilla (2005–06) - Jorge Alberto García (June 2006) | - Nelson Mauricio Ancheta (2006–junio de 2007) - Abel Moralejo (julio de 2007-octubre de 2007) - Hugo Coria (octubre de 2007 –marzo de 2008) - Juan Ramón Paredes (marzo de 2008 – abril de 2008) - Mario Elias Guevara (abril de 2008 –mayo de 2008) - Jorge Abrego (junio de 2008 –octubre de 2009) - Nelson Mauricio Ancheta (octubre de 2009 –diciembre de 2009) - Ricardo Mena Laguán (enero de 2010 –abril de 2010) - Nelson Mauricio Ancheta (abril de 2010 –febrero de 2011) - Marcos Pineda (febrero de 2011 – marzo de 2011) - Juan Andrés Sarulyte (marzo de 2011 – abril de 2012) - Leonel Cárcamo (junio de 2012 – agosto de 2012) - Juan Andrés Sarulyte (agosto de 2012 – octubre de 2013) - Ivan 'Diablo' Ruiz (noviembre de 2013– diciembre de 2014) - Marco Pineda (diciembre de 2014– mayo de 2015) | - Giovanni Trigueros (junio de 2015 – febrero de 2016) - Sandra Martinez (febrero de 2016) - Rubén Guevara (marzo de 2016– agosto de 2016) - Victor Coreas (septiembre de 2016–diciembre de 2016) - Juan Andrés Sarulyte (enero de 2017– junio de 2017) - Ivan Ruiz (julio de 2017 – noviembre de 2017) - Ernesto Iraheta (diciembre de 2017) |

### Interinos
- José Alberto Cevasco
- José Leteliel